# توماس كار (ناشر موسيقى)
توماس كار (بالإنجليزية: Thomas Carr)‏ هو ناشر موسيقى ‏ أمريكي، ولد في 8 مارس 1780 في لندن في المملكة المتحدة، وتوفي في 15 أبريل 1849 في فيلادلفيا في الولايات المتحدة.